# Pałac Miraflores

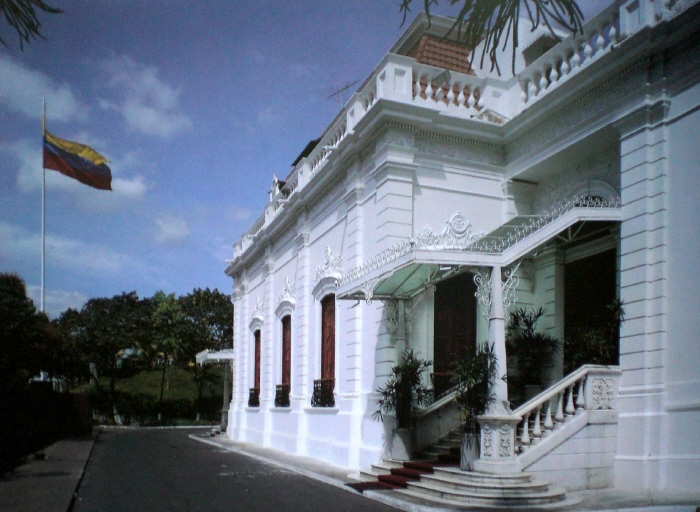

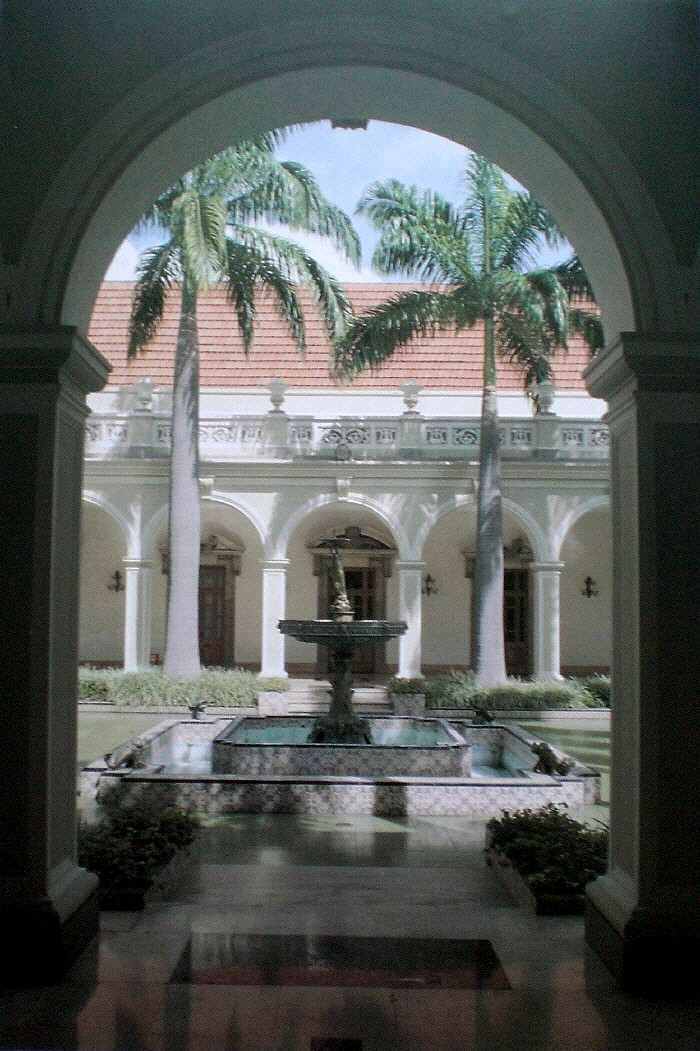
Centralne patio pałacu

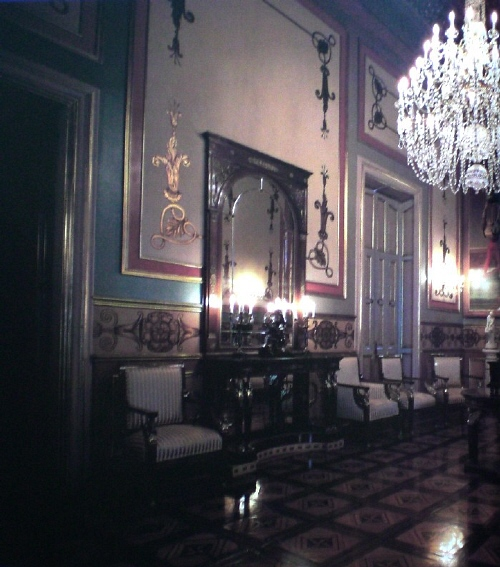
Salon Ambasadorów

Pałac Miraflores (es. Palacio de Miraflores) – neoklasycystyczny pałac w środkowo-zachodniej części Caracas, siedziba prezydenta Wenezueli oraz rządu tego kraju. Został wzniesiony w roku 1884 według projektu Giuseppe Orsiego de Mombello. Obecne funkcje pełni od 1900 r.

## Historia
Nowa rezydencja prezydencka została wzniesiona z inicjatywy gen. Joaquina Crespo, który nabył w tym celu działkę budowlaną i zamówił projekt u Włocha Giuseppe Orsiego de Mombello. Prace budowlane napotkały jednak nieoczekiwane trudności, związane z nieregularnością terenu i częstotliwością opadów, jak również z wygnaniem samego Crespo. Prace musiały zostać przerwane; podjęto je na nowo w 1887. Tym razem kierownictwo budowy przejął Juan Bautista Sales, który zmodyfikował pierwotny projekt, wzorując go na tradycjach architektonicznych Hiszpanii.
W 1892 zakończono prace związane z zewnętrznym wyglądem rezydencji, które nabrały tempa po powrocie Crespo z emigracji w Peru. W rok później wykończono wnętrza Miraflores. W 1897 po raz pierwszy pałac pojawił się na planach Caracas, jednak Crespo nie zdążył w nim zamieszkać na stałe, gdyż zginął w początkach 1898. Przez kilka lat, z powodu pozostawionych przez niego długów, dalszy los rezydencji nie był jasny. Dopiero generał Cipriano Castro 29 października 1900 zdecydował o uczynieniu z Miraflores stałej siedziby prezydentów Wenezueli (chociaż formalnie taka decyzja została usankcjonowana dopiero 11 lat później). 1 stycznia 1901, z okazji nowego roku, w pałacu miała miejsce pierwsza oficjalna uroczystość z udziałem głowy państwa. W 1941 na polecenie prezydenta Isaiasa Mediny Angarity Miraflores przeszedł generalny remont.
W latach 1948–1958 w czasie dyktatury wojskowej Miraflores był opuszczony, istniały nawet projekty całkowitej jego rozbiórki. O powrocie władz państwa do pałacu zadecydował po przywróceniu demokracji przedstawicielskiej Romulo Betancourt. Rafael Caldera nakazał natomiast rozbudowę obiektu o dodatkowe pomieszczenia administracyjne, podobne prace zlecił również prezydent Luis Herrera Campins. Od lutego 1979 Miraflores posiada status zabytku.
Od 1994 Miraflores jest równolegle siedzibą prezydenta i rządu Wenezueli. Obiekt otaczają ogrody w stylu francuskim.